# Вілявче
Віля́вче —  село у Львівському районі Львівської області. Населення становить 172 особи. Орган місцевого самоврядування - Бібрська міська рада.